# Tabernaemontana cerea
Tabernaemontana cerea là một loài thực vật có hoa trong họ La bố ma. Loài này được (Woodson) Leeuwenb. miêu tả khoa học đầu tiên năm 1991.